# San Francisco (TV-serie)
San Francisco (originaltitel: The Streets of San Francisco), amerikansk deckar-TV-serie med Karl Malden och Michael Douglas i huvudrollerna, som hade premiär i USA den 16 september 1972. Svensk TV-premiär hade den i maj 1989. Serien gick på TV4 1995-1996.
Karl Malden spelade polisveteranen Mike Stone och Michael Douglas hans unge partner Steve Keller, och serien utspelar sig i San Francisco. Totalt producerades det 120 avsnitt av serien åren 1972 till 1977. Efter fyra säsonger hoppade Michael Douglas av serien. Han ersattes av skådespelaren Richard Hatch som blev Karl Maldens nye partner under den femte och sista säsongen.
Dessutom gjordes en TV-film 1992 Back to the Streets of San Francisco där Karl Malden åter spelade Mike Stone (men Michael Douglas var inte med då heller).
Den första säsongen gavs ut på DVD i USA under 2007, den finns även numera i en svensk utgåva. Säsong två gavs ut på DVD i USA under 2008.

## Avsnittsförteckning

### Säsong 1
1. The Streets of San Francisco (pilotavsnitt)
2. The Thirty-Year Pin
3. The First Day of Forever
4. 45 Minutes from Home
5. Whose Little Boy Are You?
6. Tower Beyond Tragedy
7. Hall of Mirrors
8. Timelock
9. In the Midst of Strangers
10. The Takers
11. The Year of the Locusts
12. The Bullet
13. Bitter Wine
14. A Trout in the Milk
15. Deathwatch
16. Act of Duty
17. The Set-Up
18. A Collection of Eagles
19. A Room With a View
20. Deadline
21. Trail of the Serpent
22. The House on Hyde Street
23. Beyond Vengeance
24. The Albatross
25. Shattered Image
26. The Unicorn
27. Legion of the Lost

### Säsong 2
1. A Wrongful Death
2. Betrayed
3. For the Love of God
4. Before I Die
5. Going Home
6. The Stamp of Death
7. Harem
8. No Badge For Benjy
9. The Twenty-Four Karet Plague
10. Shield of Honor
11. The Victims
12. The Runaways
13. Winterkill
14. Most Feared in the Jungle
15. Commitment
16. Chapel of the Damned
17. Blockade
18. Crossfire
19. A String of Puppets
20. Inferno
21. The Hard Breed
22. Rampage
23. Death and the Favored Few

### Säsong 3
1. One Last Shot
2. The Most Deadly Species
3. Target: Red
4. Mask of Death
5. I Ain't Marchin' Anymore
6. One Chance to Live
7. Jacob's Boy
8. Flags of Terror
9. Cry Help!
10. For Good or Evil
11. Bird of Prey
12. License to Kill
13. The Twenty-Five Caliber Plague
14. Mister Nobody
15. False Witness
16. Letters from the Grave
17. Endgame
18. Ten Dollar Murder
19. The Programming of Charlie Blake
20. River of Fear
21. Asylum
22. Labyrinth
23. Solitaire

### Säsong 4
1. Poisoned Snow
2. The Glass Dart Board
3. No Place to Hide
4. Men Will Die
5. School of Fear
6. Deadly Silence
7. Murder by Proxy
8. Trail of Terror
9. Web of Lies
10. Dead Air
11. Merchants of Death
12. The Cat's Paw
13. Spooks for Sale
14. Most Likely to Succeed
15. Police Buff
16. The Honorable Profession
17. Requiem for Murder
18. Underground
19. Judgment Day
20. Clown of Death
21. Superstar
22. Alien Country
23. Runaway

### Säsong 5
1. The Thrill Killers (1)
2. The Thrill Killers (2)
3. Dead or Alive
4. The Drop
5. No Minor Vices
6. In Case of Madness
7. Till Death Do Us Part
8. Child of Anger
9. Hot Dog
10. Castle of Fear
11. One Last Trick
12. Monkey is Back
13. The Cannibals
14. Who Killed Helen French?
15. A Good Cop...But
16. Hang Tough
17. Innocent No More
18. Once a Con
19. Interlude
20. Dead Lift
21. Breakup
22. Let's Pretend We're Strangers
23. Time Out
24. The Canine Collar